# بنزین
بنزین، (به آلمانی: Benzin) یا به فارسی افغانستان پطرول (به انگلیسی: Gasoline, Petrol) ماده‌ای شفاف و قابل اشتعال از مشتقات نفت‌خام است که بیشتر به عنوان سوخت در موتورهای اشتعال جرقه‌ای و موتورهای درون‌سوز مورد استفاده قرار می‌گیرد. بنزین محتوی مجموعه‌ای از مواد آلی مثل هیدروکربن‌های سبک دارای ۴ تا ۱۲ اتم کربن می‌باشد.هیدروکربن‌هایی مانند پارافین‌ها (آلکان‌ها)، نفتن‌ها (سیکلوآلکان‌ها) و اولفین‌ها (آلکن‌ها) در بنزین موجود هستند ولی می‌شود اکتان‌ها (C8H18) را به عنوان یکی از ترکیبات مشخص در بنزین دانست. علاوه بر این‌ها معمولاً مقداری ناخالصی در بنزین وجود دارد. همچنین مواد دیگری مانند رنگ یا ترکیبات دارای اکسیژن مثل اتانول به دلایل مختلف به بنزین افزوده می‌شوند. برخی ترکیبات موجود در بنزین مانند بنزن موادی سرطان‌زا هستند. به‌طور معمول از یک بشکه ۱۶۰ لیتری نفت‌خام می‌توان تا ۷۲ لیتر بنزین تولید کرد. این میزان با توجه به نوع نفت‌خام مورد استفاده و نوع بنزین تولیدی متفاوت است.
بنزین در دمای ۷۰ تا ۱۸۰ درجه سانتی‌گراد تقطیر می‌شود.

## نام
این سوخت را نخستین بار در آلمان «بنزین» نامیدند. بر خلاف تصور برخی که فکر می‌کنند نام بنزین از نام برتا بنز (Bertha Benz) گرفته شده (که در سال ۱۸۸۸ برای رانندگی از شهر مانهایم به شهر فورتزهایم از داروخانه بنزین مورد نیاز خود را خریداری می‌کرد)، این نام از ماده شیمیایی بنزن می‌آید. در بسیاری از کشورها و زبان‌ها نیز نام آن بنزین یا بسیار شبیه به بنزین است.
در بیشتر کشورهای مشترک‌المنافع بریتانیا، به استثنای کانادا، از عبارت «پترول» (به معنی روغن سنگ) استفاده می‌کنند. عبارت گسولین (به انگلیسی: Gasoline) عمدتاً در آمریکای شمالی به کار می‌رود که معمولاً در کاربردهای محاوره‌ای «گَس»(به انگلیسی: Gas) گفته می‌شود که باید بتوان در زمینه کاربرد آن را از سوخت‌های گازی از قبیل گاز نفت مایع مورد استفاده در موتورهای درون‌سوز کاملاً متمایز کرد. کلمه «بنزین» در انگلیسی بریتانیایی به یک مشتق دیگر نفت که در چراغ به کار می‌رود اشاره دارد و به هر حال این مورد استفاده امروزه رایج نیست.
واژهٔ «گازولین» (Gasoline) در سال ۱۸۶۵ از کلمه گاز گرفته شد. املای کنونی این کلمه ابتدا در سال ۱۸۷۱ به کار رفت. شکل کوتاه شده گاز در انگلیسی آمریکایی و برای اولین بار در سال ۱۹۰۵ ثبت شده‌است.
کلمه «پترول» اولین بار در سال ۱۸۹۲ به عنوان ماده پالایش شده مورد استفاده قرار گرفته (این کلمه قبلاً به معنای نفت پالایش نشده بود) و تحت نام تجاری توسط کاپل و لئونارد و کارلس ثبت شد. اگرچه هنوز رسماً به عنوان علامت تجاری ثبت نشده بود رقبای کارلس تا سال ۱۹۳۰ عبارت Motor Spirit را به کار می‌بردند.

## تاریخچه
لفظ بنزین از بنزویین وارد شده که آنهم تحریف شده لفظ عربی لوبانجاوا بمعنی عطر جاوایی است که در قدیم این صمغ گیاهی از جاوا وارد می‌شده‌است بعدها که کیمیاگران مسلمان بخش معطر نفت خام را به روش تقصیر جز به جز جدا کردند آنرا همان بنزویین یا بنزین نامیدند که به همین صورت وارد زبانهای غربی هم شد.
پیش از اختراع موتورهای درون‌سوز در نیمه‌های قرن نوزدهم، بنزین را در بطری‌های کوچک برای کشتن شپش و تخم آن می‌فروختند. در آن زمان کلمه پترول یک نام تجاری بوده و این روش درمان بعلت خطر شعله‌ور شدن و خطر ایجاد حساسیت پوستی برای مدت طولانی به کار نرفت.
در طول جنگ فرانسه–پروس در سال ۱۸۷۱-۱۸۷۰ در پاریس جهت استفاده علیه حمله احتمالی پادشاهی پروس در شهر بنزین ذخیره شد. بعدها در سال ۱۸۷۱ در طول کمون پاریس مخالفان انقلاب شایع کرده بودند که در شهر زنانی (که آن‌ها را نفتی‌ها می‌نامیدند) با استفاده از بطری‌های بنزین ساختمان‌های شهر را به‌طور عمدی آتش می‌زنند.
همچنین از آن به عنوان گاز استنشاقی فرح‌بخش استفاده می‌شد.

## خواص

### چگالی
چگالی بنزین ۰٫۶۸۰ گرم بر سانتی‌متر مکعب است و به همین دلیل همیشه بر روی آب شناور می‌ماند به همین علت آب ابزار خوبی برای خاموش کردن آتش بنزین نیست.

## اکتان و جنگ جهانی دوم
یکی از زمینه‌های تاریخی جالب در مورد اکتان طی جنگ جهانی دوم رخ داد. آلمان نزدیک به کل نفت خود را از رومانی دریافت کرده و کارخانه‌های بزرگ تقطیر را برای تولید بنزین از زغال سنگ تأسیس کرد. در ایالات متحده کیفیت نفت مناسب نبود و صنعت نفت مجبور بود در سیستم‌های مختلف افزایش کیفیت سرمایه‌گذاری‌های کلان کند. این مسئله به نفع این کشور تمام شد. صنایع ایالات متحده شروع به تحویل سوخت‌هایی با عدد اکتان بالاتر و بالاتر کرد و عوامل افزایش کیفیت و زیرساخت‌های آن را بهبود بخشید و صنعت تولید عوامل اکتان پس از جنگ به شدت رونق یافت. در زمان جنگ و تا انتهای آن مسئله کیفیت نفت خام اهمیت خود را از دست داد. سوخت هواپیمایی آمریکا عمدتاً عدد اکتان ۱۳۰ تا ۱۵۰ داشت این عدد اکتان بالا به آسانی در موتورهای موجود استفاده می‌شود به‌طوری‌که با افزایش فشار اعمال شده به ابر شارژ‌ها توان بیشتری حاصل می‌شود. آلمانی‌ها کاملاً به بنزین مناسب وابسته بوده و صنعت دیگری نداشتند در عوض مجبور بودند به موتورهای بزرگ‌تر جهت ارائه توان بیشتر تکیه کنند.
به هر حال موتورهای هواپیمایی آلمان از نوع تزریق مستقیم سوخت بوده و می‌توانستند از تزریق متانول– آب و همچنین تزریق اکسید نیترو استفاده نشده که به ازای هر پنج دقیقه از جنگ بین هواپیماهای شکاری توان موتور را پنجاه درصد افزایش می‌داد. این کار تنها می‌تواند پنج بار یا پس از چهل ساعت زمان استفاده انجام شود؛ و پس از آن موتور باید بازسازی شود. اکثر موتورهای آلمانی، سوخت با عدد اکتان ۸۷ را (که B4 نامیده می‌شود) استفاده کردند در حالی که بعضی از موتورهای پر قدرت، سوخت (C2/C3) را با عدد اکتان ۱۰۰ مورد استفاده قرار دادند.
این مسئله تاریخی بر پایه یک سوء تفاهم خیلی معمول در مورد اعداد اکتان سوخت زمان جنگ است برای هر سوخت دو عدد اکتان وجود دارد یکی برای مخلوط رقیق و دیگری برای مخلوط غلیظ که عدد مربوط به مخلوط غلیظ همواره بزرگ‌تر است؛ بنابراین برای مثال عدد اکتان سوخت هواپیمای بریتانیایی معمولی بعد از جنگ ۱۲۵/۱۰۰ بود. دلیل این سوء تفاهم که سوخت‌های آلمانی عدد اکتان کمتر دارند (و بنابراین کیفیت پایین‌تر) از این ناشی می‌شود که آلمانی‌ها عدد اکتان مخلوط رقیق را برای سوخت‌هایشان ذکر کردند حال آن‌که متفقین عدد مربوطه به مخلوط غلیظ را ذکر می‌نمودند. سوخت هواپیمایی با درجه بالا و استاندارد آلمانی که در مرحله بعدی جنگ به کار رفت (با طرح C3) نسبت عدد اکتان مخلوط رقیق به غلیظی معادل ۱۳۰/۱۰۰ داشت. آلمانی‌ها این را با سوخت اکتان ۱۰۰ فهرست کردند در حالی‌که متفقین عدد ۱۳۰ را لیست کردند.
پس از جنگ جهانی دوم نیروی دریایی ایالات متحده یک ابلاغ تکنیکی به آلمان فرستاد تا با شیمی‌دان‌های نفتی مصاحبه کرده و کیفیت سوخت آلمان را آزمایش نماید. گزارش‌هایشان که گزارش فنی ساخت ۱۴۵۴۵بنزین هواپیما در آلمان نام گرفت انواع سوخت را از لحاظ شیمیایی تجزیه کرده و به این نتیجه رسید که تا پایان جنگ، کیفیت سوخت مورد استفاده جنگنده‌های آلمانی کاملاً شبیه کیفیت سوخت هواپیماهای متفقین بود.

## تجزیه شیمیایی و محصول
بنزین در پالایشگاه‌های نفت تولید می‌شود. ماده‌ای که با تقطیر از نفت خام جدا می‌شود بنزین طبیعی نام دارد که ویژگی‌های مورد نیاز را برای موتورهای پیشرفته (به‌طور خاص نرخ اکتان پایین را ببینید) ندارد اما بخشی از مخلوط را تشکیل خواهد داد.
توده بنزین شامل هیدروکربن‌های دارای پنج تا هشت اتم کربن در هر مولکول می‌باشد.
بسیاری از این هیدروکربن‌ها مواد خطرناکی بوده و قوانین مرتبط با آن‌ها توسط OSHA وضع می‌شوند. MSDS برای بنزین بدون سرب حداقل پانزده ماده شیمیایی خطرناک را نشان می‌دهد که در مقادیر حجمی مختلف بنزین از پنج تا ۳۵ درصد وجود دارد. این مواد شامل بنزن (تا پنج درصد حجمی)، تولوئن (تا ۳۵ درصد حجمی)، نفتالن (تا یک درصد حجمی)، ۱ و ۲و ۴- تری متیل بنزن (تا هفت درصد حجمی)، متیل ترت-بوتیل اتر (MTBE) (تا ۱۸ درصد حجمی) و حدود ده ماده دیگر می‌باشد.
فراورده پالایشگاه‌های مختلف با هم آمیخته و بنزین را با خواص مختلف می‌سازد بعضی از فرایندهای مهم عبارتند از:
- رفرمات که در اصلاح‌کننده کاتالیزوری با عدد اکتان بالا شامل مقدار زیادی ماده آروماتیک و مقدار بسیار کم آلکن‌ها است.
- بنزینی که توسط کاتالیزور شکسته شده که همچنین گازولین ویا مولکول نفتا نامیده می‌شود از فرایند تجزیه کاتالیزوری با عدد اکتان مناسب محتوای آلکن اولفین‌های بالا و سطح بالای ماده آروماتیک تهیه می‌شود. * هیدرورکراکت سنگین متوسط و سبک از هیدروکراکر با عدد اکتان متوسط تا پایین و سطح ماده آروماتیک مناسب تهیه می‌شود.
- بنزین طبیعی (که دارای نام‌های زیادی است) مستقیماً از نفت خام با عدد اکتان پایین ماده آروماتیک پایین (به نفت خام بستگی دارد) مقداری از نفتن‌ها سیکلو آلکان‌ها و اولفین‌ها ی صفر آلکن‌ها
- آلکیلات تولید شده در واحد آلکیلاسیون دارای عدد اکتان بالا بوده و آلکان پارافین خالص است عموماً دارای زنجیره‌های شاخه دار است. * ایزومرات (با نام‌های مختلف) که جهت افزایش عدد اکتان خود از بنزین طبیعی ساخته می‌شود و مقدار کمی مواد آروماتیک دارد.

(عبارات به کار رفته در اینجا همیشه عبارات شیمیایی صحیح نیستند. این‌ها نوعاً از قدیم مرسوم بوده اما عبارات معمول مورد استفاده در صنعت نفت هستند. اصطلاحات دقیق این محصولات بسته به نوع شرکت نفت و کشور مورد نظر متفاوت است)
به‌طور کلی بنزین معمولی عمدتاً مخلوطی است از پارافین‌ها، آلکان‌ها، نفتن‌ها، سیکلو آلکان‌ها، آروماتیک‌ها و اولفین‌ها آلکن‌ها. نسبت‌های دقیق به عوامل زیر بستگی دارد:
- پالایشگاه نفت که سازنده بنزین است از این نظر که پالایشگاه‌ها یکسری واحدهای پردازش مشابه دارند.
- نفت خام مورد استفاده پالایشگاه در یک روز خاص.
- درجه بنزین و به‌طور خاص عدد اکتان آن.

امروزه بسیاری از کشورها در مورد ترکیبات آروماتیک بنزین به‌طور عام بنزن به‌طور خاص و ترکیب اولفین آلکن محدودیت‌هایی را اعمال می‌کنند. تقاضای اجزای تشکیل دهنده پارافین آلکان خالص با عدد اکتان بالا از قبیل آلکیلات در حال افزایش است و پالایشگاه‌ها مجبور به افزودن واحدهای پردازش جهت کاهش محتوای بنزن هستند. طبق استانداردهای جهانی، میزان بنزن موجود در هر لیتر بنزین نباید بیش از یک درصد باشد.
بنزین همچنین شامل[مواد آلی]دیگری نیز می‌باشد؛ از قبیل اترهای آلی (که با هدف به آن افزوده شده) به اضافه مقدار کمی ناخالصی، اختصاصاً ترکیبات گوگرد از قبیل دی سولفیدها و تیوفن‌ها بعضی از ناخالصی‌ها برای مثال تیول‌ها و سولفید هیدروژن به علت ایجاد خوردگی در موتورها باید حذف شوند.

## فراریت
بنزین از نفت دیزل جت – A یا کروسن نه تنها به خاطر اجزای تشکیل دهنده اصلی بلکه به دلیل افزاینده‌ها که به آن افزوده می‌شود بیشتر است.  فراریت مطلوب بستگی به دمای محیط دارد: در هوای گرم تر اجزایی از بنزین مورد استفاده قرار می‌گیرند که وزن مولکولی بالاتر و بنابراین فراریت کمتر دارند. در هوای سرد برای اینکه ماشین شروع به کار کند از اجزای با فراریت بسیار کم استفاده می‌شود. در هوای گرم فراریت اضافی باعث اشباع شدن بخار می‌شود که در این حالت احتراق رخ نمی‌دهد. در استرالیا محدوده فراریت هر ماه تغییر می‌کند و برای هر مرکز توزیع اصلی تفاوت دارد. اما اکثر کشورها به سادگی محدوده تابستانی زمستانی و حتی چیزی بین این دو را دارند در ایالات متحده برای کاهش نشر هیدروکربن هایب سوخته نشده مراکز شهری بزرگی تأسیس می‌شود. در شهرهای بزرگ از بین دیگر خواص بنزین بنزین با فرمولاسیون جدید که کمتر تبخیر می‌شود مورد نیاز است.
استانداردهای فراریت در موارد اضطراری که کمبود بنزین وجود دارد کمتر رعایت می‌شوند (و در نتیجه عناصر آلاینده بنزین در جو زمین افزایش می‌یابد). برای مثال در تاریخ ۳۱آگوست ۲۰۰۵ ایالات متحده در پاسخ به توفان کاترینا مجوز فروش بنزین بافرمولاسیون قبلی را در بعضی از نواحی شهری صادر کرد که باعث شد که استفاده از بنزین زمستانی زودتر از حد معمول انجام شود. طبق دستور ریاست EPA استفان جانسون این نادیده انگاری استانداردهای سوخت از تاریخ ۱۵ سپتامبر ۲۰۰۵ اجرا شد.

اگر چه استاندارهای کاهش یافته فراریت باعث تخریب لایه اوزون و آلودگی هوا می‌شوند بنزین دارای فراریت بالاتر (که در مقایسه با بنزین با فراریت پایین افزاینده‌های کمتری دارد) ذخیره بنزین کشور را به‌طور محسوس افزایش می‌دهد چرا که پالایشگاه‌های نفت می‌توانند با سهولت بیشتر محصول خود را تولید کنند.

## شمار اکتان
مهم‌ترین خاصیت بنزین عدد اکتان آن است که نشان دهنده میزان مقاومت بنزین در برابر انفجار زودهنگام در سیلندر موتور است که باعث ضربه زدن به موتور و آسیب‌های جدی به موتور می‌شود. این عدد نسبت به مخلوط ۲ و ۲ و ۴- تری متیل پنتان ایزومر اکتان و n - هپتان اندازه‌گیری می‌شود. معیارهای قراردادی مختلفی برای بیان عدد اکتان وجود دارد بنابراین بسته به سیستم مورد استفاده سوخت‌های مشابه ممکن است اعداد اکتان متفاوت داشته باشند.

## افزوده‌ها
مواد ضد اکسنده
غیر فعالسازهای فلزی
عوامل ضد خاموش کردن

## سرب
بنزین که یک نوع مخلوط است وقتی در موتورهای درون‌سوز با فشردگی فیزیکی بالا استفاده می‌شود خیلی زود شعله‌ور شده و «پیش افروزش» یا پیش انفجار می‌شود که این موجب آسیب رساندن به موتور از طریق ضربه زدن به موتور می‌گردد. تحقیقات اخیر بر روی این اثر توسط هری ریکاردو و آ.ه. گیبسون در انگلستان و همچنین توسط توماس دمیگلی و توماس بوید در آمریکا منجر به این کشف شد که افزودنی‌های سرب سبب جلوگیری از این رفتار می‌شوند از این رو میل به استفاده گسترده از سرب در بنزین در دهه ۱۹۲۰ افزایش یافت و موجب افزایش قدرت موتورها با فشردگی بالاتر شد. معمول‌ترین افزاینده تترا–اتیل سرب بود.
همزمان با کشف اثر زیان‌آور سرب بر سلامت و محیط و همچنین ناسازگاری آن با مبدل‌های کاتالیزوری در همه اتومبیل‌ها از سال ۱۹۷۵ این شیوه عمل در دهه ۱۹۸۰ رو به نقصان گذاشت. اکنون بیشتر کشورها تولید سوخت سرب‌دار را متوقف کرده و افزودنی‌های مختلف جایگزین ترکیبات سرب شده‌اند. معمول‌ترین این افزاینده‌ها عبارتند از: هیدروکربن‌های آروماتیک، اترها و الکل (معمولاً اتانول یا متانول).
در ایالات متحده که جهت بهبود عدد اکتان سرب با بنزین مخلوط می‌شد از دهه ۱۹۲۰ استانداردهایی وجود داشت که استفاده از بنزین سرب دار را ممنوع می‌کردند با این حال این قوانین اولین بار در سال ۱۹۷۳ اجرائی شدند. در سال ۱۹۹۵ سوخت سرب‌دار تنها ۶/۰ درصد فروش کل بنزین و کمتر از دوهزار تن در سال بود. از یکم ژانویه سال ۱۹۹۶ سازمان هوای پاک فروش سوخت سرب‌دار مورد استفاده وسایل نقلیه جاده‌ای را ممنوع کرد. هم‌اکنون در ایالات متحده مالکیت و استفاده از بنزین سرب‌دار در وسایل نقلیه جاده‌ای حداکثر ده هزار دلار جریمه در پی خواهد داشت. به هر حال سوخت‌های سرب‌دار ممکن است به منظور استفاده‌های غیر جاده‌ای مانند هواپیما، ماشین‌های مسابقه، تجهیزات کشاورزی، و موتورهای دریایی دست کم تا سال ۲۰۰۸ فروخته شده باشد. ممنوعیت استفاده از بنزین سرب‌دار سبب کاهش سطح سرب در جریان خون مردم شده و همچنین از آزاد شدن هزاران تن سرب توسط خودروها در هوا جلوگیری کرده‌است.
اثر جانبی افزاینده‌های سرب حفاظت سوپاپ در برابر فرسایش بود. به علت در دسترس نبودن سوخت‌های سرب‌دار بسیاری از موتورهای ماشین‌های قدیمی به منظور استفاده از سوخت‌های بدون سرب باید اصلاح می‌شدند. به هر حال محصولات جایگزین سرب نیز تولید شده و گاهی اوقات در مغازه‌های فروش قطعات خودرو یافت می‌شوند.
بنزین خریداری شده از پمپ بنزین همچنین شامل افزودنی‌هایی به منظور کاهش تشکیل دوده در موتور می‌باشد که سبب بهینه شدن سوختن بنزین شده و باعث می‌شود خودرو در هوای سرد آسان‌تر روشن شود.
در بیشتر نقاط آمریکایی جنوبی و آفریقا و بعضی از نقاط آسیا و خاورمیانه استفاده بنزین سرب‌دار همچنان رواج دارد.

## سلامت

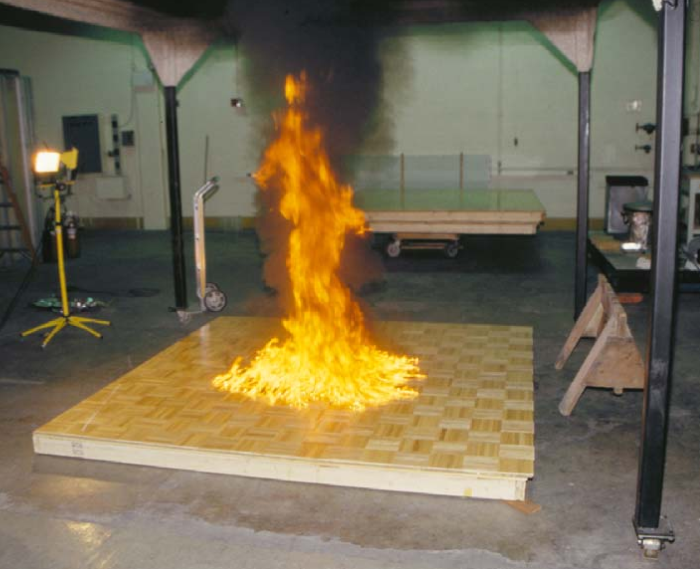
سوختن بنزین مقدار زیادی دوده تولید می‌کند.

بسیاری از هیدروکربن‌های غیر آلیفاتیک که به‌طور طبیعی در بنزین موجودند (مخصوصا هیدروکربن‌های آروماتیک مانند بنزن) مشابه بسیاری از افزاینده‌های ضد ضربه سرطان زا هستند. به همین دلیل هرگونه نشت بنزین در مقیاس بزرگ باعث تهدید سلامت عموم و محیط می‌شود. خطرات اصلی این نشت‌ها ناشی از وسایل نقلیه نیست بلکه از تصادف کامیون‌های حامل بنزین می‌باشد که طی این رخداد بنزین از تانکرهای ذخیره نشت می‌شود. به دلیل وجود این خطر امروزه بر روی محل نصب اکثر تانکرهای ذخیره (زیرزمینی) محاسبات گسترده‌ای انجام می‌گیرد تا هرگونه نشت مشخص شده و از آن جلوگیری شود. با توجه به اینکه بنزین نسبتاً فرار (بدین معنی که زود تبخیر می‌شود) است باید آن‌ها را در تانکرهایی ذخیره کرد و در صورت حمل و نقل با وسایل نقلیه آن‌ها را کاملاً مهرو موم نمود. فراریت بالای بنزین همچنین به این معناست که برخلاف سوخت دیزل که در شرایط هوایی سرد به آسانی آتش می‌گیرد یک سیستم تهویه مناسب برای اطمینان از اینکه سطح فشار در داخل و بیرون یکسان است مورد نیاز می‌باشد. بنزین به‌طور خطرناک با مواد شیمیایی معمول و خاصی واکنش نشان می‌دهد.. برای مثال بنزین بلور Drano و هیدروکسید سدیم طی یک احتراق خود به خود یا هم واکنش می‌دهند.
بنزین همچنین یکی از منابع گازهای آلاینده‌است. حتی بنزینی که دارای سرب یا گوگرد یا دیگر ترکیبات شیمیایی نباشد. اگزوز موتوری که در حال حرکت است تولید دی‌اکسید کربن، اکسیدهای نیتروژن و مونوکسید کربن می‌کند. علاوه بر این بنزین نسوخته پس از تبخیر از مخزن در جو با نور خورشید واکنش داده و تولید مه‌دود فتوشیمیایی می‌کند. افزودن اتانول فراریت بنزین را افزایش می‌دهد.
در صورت استفاده ناصحیح از بنزین به عنوان ماده‌ای که قابل استنشاق است بنزین سلامت را به خطر می‌اندازد. برای بسیاری از مردم استنشاق بنزین معمول‌ترین راه رسیدن به حالت مستی است و در بسیاری از جوامع فقیرتر از قبیل بومی‌های استرالیا به صورت همه گیر اپیدمی درآمده‌است. اپال توسط پالایشگاه کوینانا متعلق به بی‌پی در استرالیا توسعه یافته و تنها شامل ۵درصد ترکیبات آروماتیک (برخلاف حد معمولش که ۲۵ درصد است) می‌باشد که در نتیجه استنشاق آن اثرات زیان بار کمتری متوجه فرد است.
- بیودیزل، برای موتورهای دیزلی
- بیو اتانول، برای موتورهای بنزینی
- بیو اتانول و E&S
- سوخت هیدروژنی
- موتورهای دوگانه سوز، که باعث صرفه جویی در مصرف سوخت می‌شوند.